# Al pasito
Al pasito es el álbum debut de la orquesta de salsa colombiana Niche, publicado el 9 de marzo de 1979 por Discos Daro.

## Lista de canciones
Todas las letras escritas por Jairo Varela, toda la música compuesta por Jairo Varela y Alexis Lozano. 
| Lado A |                  |                             |          |  |
| N.º    | Título           | Intérprete(s)               | Duración |  |
| 1.     | «Al pasito»      | Saulo Sánchez               | 4:50     |  |
| 2.     | «Rosa meneo»     | Jorge Bassan                | 2:56     |  |
| 3.     | «Primer mensaje» | Saulo Sánchez, Jairo Varela | 6:25     |  |
| 4.     | «Va pregonando»  | Héctor Viveros              | 4:41     |  |

| Lado B |                      |                |          |  |
| N.º    | Título               | Intérprete(s)  | Duración |  |
| 1.     | «Pinta pa' que»      | Saulo Sánchez  | 4:41     |  |
| 2.     | «A ti, Barranquilla» | Saulo Sánchez  | 4:45     |  |
| 3.     | «Tiempos de ayer»    | Héctor Viveros | 4:06     |  |
| 4.     | «Tata y el sol»      | Saulo Sánchez  | 4:31     |  |

## Versiones remasterizadas
En 1991, el sello discográfico "Discos Orbe", lanzaría una versión nueva del primer LP del grupo, titulado "Tiempos de ayer". En este LP alterarían el orden de ambos lados de los discos y se le añadirían 2 sencillos lanzados en los 80'.
En 2012, el sello discográfico Codiscos, que acompañó a Niche desde el inicio, le dedicaría un homenaje póstumo al legado de Jairo Varela reeditando el track original pero en formato de CD.

### Tiempos de Ayer
Todas las letras escritas por Jairo Varela, toda la música compuesta por Jairo Varela y Alexis Lozano. 
| Lado A |                                      |                     |          |  |
| N.º    | Título                               | Intérprete(s)       | Duración |  |
| 1.     | «Pinta pa' que»                      | Saulo Sánchez       | 4:41     |  |
| 2.     | «A ti, Barranquilla»                 | Saulo Sánchez       | 4:45     |  |
| 3.     | «Tiempos de ayer»                    | Héctor Viveros      | 4:06     |  |
| 4.     | «Tata y el sol»                      | Saulo Sánchez       | 4:31     |  |
| 5.     | «Primero y qué» (de Prepárate, 1982) | Álvaro del Castillo | 6:08     |  |

| Lado B |                                |                             |          |  |
| N.º    | Título                         | Intérprete(s)               | Duración |  |
| 1.     | «Al pasito»                    | Saulo Sánchez               | 4:50     |  |
| 2.     | «Rosa meneo»                   | Jorge Bassan                | 2:56     |  |
| 3.     | «Primer mensaje»               | Saulo Sánchez, Jairo Varela | 6:25     |  |
| 4.     | «Va pregonando»                | Héctor Viveros              | 4:41     |  |
| 5.     | «Las flores también se mueren» | Saulo Sánchez               | 4:53     |  |

### Al Pasito
Todas las letras escritas por Jairo Varela, toda la música compuesta por Jairo Varela y Alexis Lozano. 
| N.º | Título               | Intérprete(s)               | Duración |  |
| 1.  | «Al pasito»          | Saulo Sánchez               | 4:50     |  |
| 2.  | «Rosa meneo»         | Jorge Bassan                | 2:56     |  |
| 3.  | «Primer mensaje»     | Saulo Sánchez, Jairo Varela | 6:25     |  |
| 4.  | «Va pregonando»      | Héctor Viveros              | 4:41     |  |
| 5.  | «Pinta pa' que»      | Saulo Sánchez               | 4:41     |  |
| 6.  | «A ti, Barranquilla» | Saulo Sánchez               | 4:45     |  |
| 7.  | «Tiempos de ayer»    | Héctor Viveros              | 4:06     |  |
| 8.  | «Tata y el sol»      | Saulo Sánchez               | 4:31     |  |

## Créditos

### Músicos
- Bajo: Francisco "Kiko" Fortiche
- Bugle: José A. "Camba" Ferrer
- Cantantes: Saulo "Sali" Sánchez, Héctor "Cuqui" Viveros, Jorge Bassan, Jairo "Pitiye" Varela
- Flauta: Jairo "Pitiye" Varela
- Piano: Hernando Sepúlveda
- Trombón: Alexis Lozano
- Trompeta: Adolfo Castro (invitado especial)

### Producción
- Arreglos: Jairo "Pitiye" Varela, Alexis Lozano[4]
- Mezcla, producción y dirección musical: Jairo "Pitiye" Varela
- Ingeniero: José Useche Ingeson